# آيت تيزي
توجد بلدية آيت تيزي ولاية سطيف تحدها جنوبا بلدية تالة ايفاسن وغربا بلدية آيت نوال مزادة وبلدية بوعنداس اما شمالا وشرقا فولاية بجاية وهي بلدية تعدادها السكاني حوالي 6983 مواطن(إحصاء سنة 2008) يمارس الزراعة وتربية الماشية